# Eleccions generals japoneses de 2009
Les 45es eleccions generals del Japó es van realitzar el 30 d'agost de 2009 i s'hi van elegir tots els escons de la Cambra de Representants del Japó, qui designa al Primer ministre del Japó. El fins llavors partit opositor Partit Demòcrata del Japó (PDJ) va derrotar a la coalició governant formada pel Partit Liberal Democràtic (PLD) i el Kōmeitō, acabant amb 50 anys de govern gairebé sense interrupcions.

## Inicis

### Fets previs a les eleccions
Les últimes eleccions generals van tenir lloc el 2005 en que el PLD, dirigit pel primer ministre popular Junichiro Koizumi, va guanyar amb un 47,77%. A causa de les característiques del Sistema d'elecció japonès, el PLD va acabar amb 296 escons a la cambra baixa (un 61,6%), que permetia a Koizumi completar la privatització de Servei Postal del Japó. Des de llavors, el Japó va tenir tres primers ministres més (Shinzō Abe, Yasuo Fukuda i Tarō Asō) que van arribar al poder sense que hi hagués eleccions generals.
L'1 de setembre de 2008, Yasuo Fukuda sobtadament va anunciar que es volia retirar com a líder. Tarō Asō va guanyar en les següents eleccions internes del Partit Liberal Democràtic. Alguns mitjans de comunicació van especular que arran d'un canvi recent a lideratge, el primer ministre Tarō Asō podria fer celebrar eleccions a finals d'octubre o primers de novembre del 2008 mentre la seva popularitat era encara alta.
Hi havia l'expectativa que a causa de la decadència constant i dels nombrosos escàndols del PLD podria portar a l'acabament complet d'aquest partit i la creació d'un nou sistema polític, amb partits emergents ideològicament coherents en comptes del sistema actual d'un interès compartit al poder amb diferències ideològiques rígides.
A finals de juny del 2009, van aparèixer rumors que deien que es podrien celebrar unes eleccions a primers d'agost de 2009. A les eleccions prefecturals de Tòquio, el PLD va perdre una altra vegada molt escons. L'endemà, Asō va confirmar els rumors que deien que s'estaven planejant unes eleccions pel 30 d'agost del 2009.
L'anterior primer ministre del PLD Yoshimi Watanabe va anunciar el 8 d'agost del 2009 que fundava un nou partit, Minna no Tō, el 8 d'agost, de 2009.

### Partits polítics
Les promeses del PDJ incloïen: una reestructuració de servei civil; una subvenció mensual per a famílies amb nens (a 26.000 iens per nen); retallada de l'impost de combustible; suport d'ingressos per a pagesos; matrícula per als instituts públics; elevar el sou mínim a 1.000 iens; i aturar qualsevol augment en impost indirecte durant els quatre propers anys.
Les promeses del PLD van ser similars a les del PDJ. Un article del diari The New York Times el 28 d'agost del 2009 va dir que les dues plataformes polítiques oferien poc referent a les polítiques econòmiques.

### Enquestes preelectorals
Abans de la dissolució de la cambra baixa, les revistes setmanals havien estat citant analistes que pronosticaven una gran pèrdua per a la coalició que governava que tenia dos terços dels seients a la Cambra de Representants. Alguns van advertir que el PLD podria perdre gairebé la meitat dels escons. Molts mitjans de comunicació va basar les seves prediccions en el baix índex de popularitat del primer ministre Tarō Asō i la pèrdua del PLD en les Eleccions prefecturals de Tòquio. Durant el 20 i 21 d'agost del 2009, els principals diaris japonesos (Asahi Shimbun i Yomiuri Shimbun) i el Nihon Keizai Shimbun, un diari financer, van informar que el PDJ podria obtenir la victòria amb 300 dels 480 escons que integren la Cambra de Representants del Japó.
En canvi, el 22 d'agost del 2009, el diari Mainichi Shimbun apuntava que el PDJ podria guanyar amb més de 320 seients. Mainichi anotà que el PDJ semblava estar guanyant en la part occidental del Japó, una regió tradicional del PLD, i que el PLD podria perdre la seva majoria en 15 prefectures, incloent-hi Hokkaidō, Aichi i Saitama. També, segons Mainichi, el Partit Comunista Japonès retindria probablement els seus 9 seients previs, mentre que el Kōmeitō i el Partit Socialdemòcrata del Japó podrien baixar alguns punts.
Segons una enquesta elaborada el 22 d'agost del 2009 pel Yomiuri Shimbun, el diari més venut del Japó, un 40 per cent dels enquestats votaria a favor del PDJ, mentre un 24 per cent per al PLD.

## Candidats per partit
| Patit                                    | Números de candidats | Gènere dels candidats | Gènere dels candidats | Proporcional | Proporcional             | Escons quan es va dissoldre (21/07/09) |
| Patit                                    | Números de candidats | Homes                 | Dones                 | Total        | Uninominal/ Proporcional | Escons quan es va dissoldre (21/07/09) |
| ---------------------------------------- | -------------------- | --------------------- | --------------------- | ------------ | ------------------------ | -------------------------------------- |
| Partit Liberal Democràtic (PLD)          | 326                  | 299                   | 27                    | 306          | 37                       | 303                                    |
| Nou Kōmeitō (NK)                         | 51                   | 47                    | 4                     | 8            | 43                       | 31                                     |
| Partit Demòcrata del Japó (PDJ)          | 330                  | 284                   | 46                    | 271          | 59                       | 112                                    |
| Partit Socialdemòcrata del Japó (PSJ)    | 37                   | 25                    | 12                    | 31           | 6                        | 7                                      |
| Nou Partit del Poble (NPP)               | 18                   | 17                    | 1                     | 9            | 9                        | 5                                      |
| Partit Comunista Japonès (PCJ)           | 171                  | 119                   | 52                    | 152          | 19                       | 9                                      |
| Vostre Partit (VP)                       | 15                   | 12                    | 3                     | 14           | 1                        | -                                      |
| Partit de la Realització de la Felicitat | 337                  | 262                   | 75                    | 288          | 49                       | 0                                      |
| Total                                    | 1.374                | 1.145                 | 229                   | 1.139        | 235                      | 478                                    |

## Resultats

Escons després de les eleccions.
Partit Demòcrata (308)
Partit Liberal Democràtic (119)
Nou Kōmeitō (21)
Partit Comunista (9)
Partit Socialdemòcrata (7)
Vostre Partit (5)
Nou Partit del Poble (3)
Independents / Altres (8)

El PDJ va fer fora el PLD del poder de forma contundent, guanyant 308 escons (d'un total de 480), mentre que el PLD en va aconseguir només 119 escons - la pitjor derrota de la història japonesa moderna. El PLD no perdia unes eleccions d'aquesta manera des de les eleccions del 1993. En aquella ocasió, el PLD (que tenia 200 escons) va perdre la majoria.
El PDJ va guanyar per àmplia majoria a la Cambra de Representants, així assegurant que Hatoyama seria el pròxim primer ministre.
Tanmateix, el PDJ tenia una majoria justa a la Casa de Consellers. Hatoyama es va veure forçat a formar un govern de coalició amb el Partit Socialdemòcrata del Japó i el Nou Partit del Poble.
| Coalicions i partits                                                     | Coalicions i partits            | Eleccions per circumscripció | Eleccions per circumscripció | Eleccions per circumscripció | Eleccions per circumscripció | Eleccions per circumscripció | Eleccions proporcionals | Eleccions proporcionals | Eleccions proporcionals | Eleccions proporcionals | Eleccions proporcionals | Total d'escons | +/-                              | +/-                           |
| ------------------------------------------------------------------------ | ------------------------------- | ---------------------------- | ---------------------------- | ---------------------------- | ---------------------------- | ---------------------------- | ----------------------- | ----------------------- | ----------------------- | ----------------------- | ----------------------- | -------------- | -------------------------------- | ----------------------------- |
| Coalicions i partits                                                     | Coalicions i partits            | Vots                         | %                            | +/-                          | Escons                       | +/-                          | Vots                    | %                       | +/-                     | Escons                  | +/-                     | Total d'escons | Respecte les anteriors eleccions | Respecte de la Cambra sortint |
|                                                                          | Partit Demòcrata del Japó (PDJ) | 33.475.334                   | 47,43                        | +10,99                       | 221                          | +169                         | 29.844.799              | 42,41                   | +11,39                  | 87                      | +26                     | 308            | +195                             | +193                          |
| Partit Socialdemòcrata del Japó (PSD)                                    | 1.376.739                       | 1,94                         | +0,48                        | 3                            | +2                           | 3.006.160                    | 4,27                    | -1,22                   | 4                       | -2                      | 7                       | 0              | 0                                |                               |
| Nou Partit del Poble (NPP)                                               | 730.570                         | 1,04                         | +0,4                         | 3                            | +1                           | 1.219.767                    | 1,73                    | -0,01                   | 0                       | -2                      | 3                       | -1             | -1                               |                               |
| Coalició PDJ-PSD-NPP (amb el Nou Partit del Japó i el Nou Partit Daichi) | 35.582.643                      | 50,41                        | +11,86                       | 228                          | +172                         | 35,802,866                   | 50,73%                  | 35,032,019              | 48,4%                   | +10.2                   | 320                     | +193           | +194                             |                               |
|                                                                          | Partit Liberal Democràtic (PLD) | 27.301.982                   | 38,68                        | -9,09                        | 64                           | -155                         | 18.810.217              | 26,73                   | -11,45                  | 55                      | -22                     | 119            | -177                             | -181                          |
| Nou Kōmeitō (NK)                                                         | 782.984                         | 1,11                         | -0,33                        | 0                            | -8                           | 8.054.007                    | 11,45                   | -1,8                    | 21                      | -2                      | 21                      | -10            | -10                              |                               |
| Coalició PLD-NK (amb el Kaikaku Club)                                    | 28.084.966                      | 39,79                        | -9,43                        | 64                           | -163                         | 26.864.224                   | 38,18                   | -13,25                  | 76                      | -24                     | 140                     | -187           | -191                             |                               |
|                                                                          | Partit Comunista Japonés (PCJ)  | 2.978.354                    | 4,22                         | -3,03                        | 0                            | 0                            | 4.943.886               | 7,03                    | -0,23                   | 9                       | 0                       | 9              | 0                                | 0                             |
|                                                                          | Vostre Partit (VP)              | 615.244                      | 0,87                         | +0,87                        | 2                            | +2                           | 3.005.199               | 4,27                    | +4,27                   | 3                       | +3                      | 5              | +5                               | +1                            |
|                                                                          | Independents / Altres           | 3.063.598                    | 4,34                         | -0,42                        | 6                            | -12                          | 466.786                 | 0,66                    | +0,66                   | 0                       | 0                       | 6              | -12                              | 0                             |
| Total (participació del 69,29%)                                          | Total (participació del 69,29%) | 70.581.679                   | 100,0                        |                              | 300                          |                              | 70.370.255              | 100,0                   |                         | 180                     |                         | 480            |                                  | +2 (vacants)                  |